# Gino Buzzanca
Gino Buzzanca (eigentlich Gerolamo Buzzanca, * 8. März 1912 in Messina; † 5. Mai 1985 in Rom) war ein italienischer Schauspieler.

## Leben
Buzzanca begann seine Karriere in sizilianischen Dialekttheatern, wo er lange Jahre in Stücken von z. B. Luigi Pirandello und Giovanni Verga spielte und Typen und Figuren aus Sizilien verkörperte. 1953 entdeckte ihn Regisseur Luigi Zampa für seinen Film Anni facili, in dem er Buzzanca als lebenslustigen und volksnahen Faschisten besetzte. Auch in den meisten anderen seiner Filme spielte er, von stattlicher Statur und mit gewinnendem Lächeln bei dunklen Augen, Charakterrollen, in denen er oftmals militärische oder kriminelle Würdenträger, unterdrückte Ehemänner und verarmte Edelleute darstellte. Auch in vier Italowestern war Buzzanca zu sehen, im letzten unter dem Pseudonym Bill Jackson.
Er ist der Onkel des Schauspielers Lando Buzzanca.

## Filmografie (Auswahl)
- 1954: Kanaille von Catania (L’arte di arrangiarsi)
- 1955: Die Schwindler (Il bidone)
- 1960: Robin Hood und die Piraten (Robin Hood e i pirati)
- 1960: Ursus im Reich der Amazonen (La regina delle amazzoni)
- 1961: Der schwarze Brigant (Il segreto dello sparviero nero)
- 1962: Einer gegen Sieben (Duello nella sila)
- 1966: Ringo e Gringo contro tutti
- 1966: Wir – die Trottel vom 12. Revier (Due mafiosi contro Al Capone)
- 1967: Django – Dein Henker wartet (Non aspettare Django, spara)
- 1967: Django – Kreuze im blutigen Sand (Cjamango)
- 1967: Il bello, il brutto, il cretino